# Gemeinschaften „Charles de Foucauld“

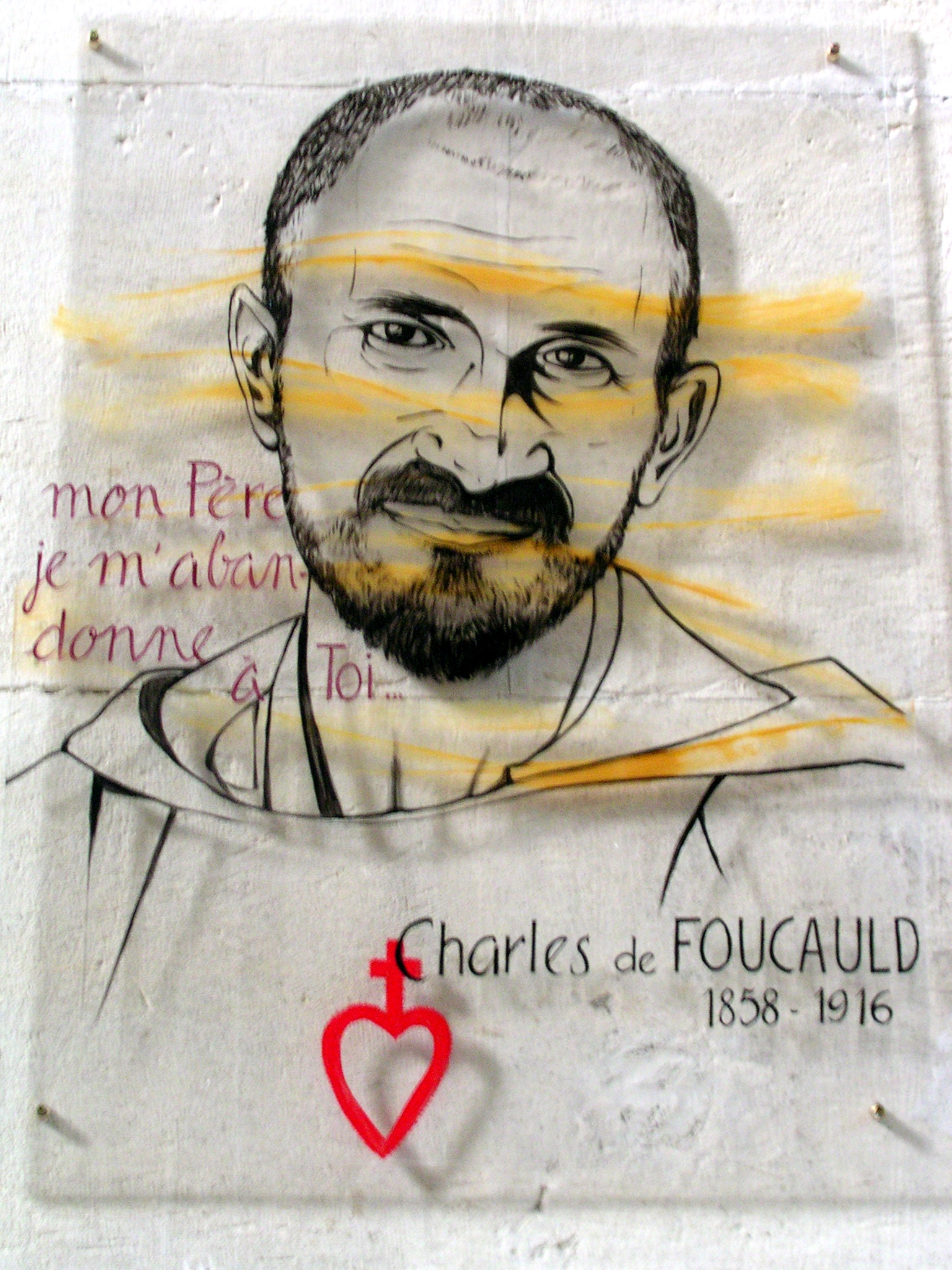
Charles de Foucauld mit dem Logo der Geistlichen Familie Charles de Foucauld

Die Gemeinschaften „Charles de Foucauld“ sind auch als „Kontemplative, missionarische Bewegung ‚Charles de Foucauld‘“ bekannt (englisch Contemplative Missionary Movement Charles de Foucauld; ital. Movimento contemlativo Missionario „P. de Foucauld“). Die Gemeinschaften sind eine Vereinigung von Gläubigen, die 1990 vom Heiligen Stuhl anerkannt worden ist. Als missionarische Bewegung sind die Gemeinschaften in die geistliche Familie Charles de Foucauld integriert, sie bestehen weltweit aus 39 Gemeinschaften.  

## Geschichte
Der 7. Oktober 1951 markiert den Gründungstag der Gemeinschaft, die ursprünglich zur Hilfe von Straßenkindern in Cuneo (Italien) geschaffen wurde. Ihr Gründungsvater Don Andrea Gasparoni (1923–2010) nahm die ersten 5 Straßenkinder auf und lebte mit ihnen gemeinsam in einem Haus. Die Kinder waren vorwiegend in Folge des Zweiten Weltkriegs zu Waisen geworden und aus der kleinen Gruppe erwuchs in kürzester Zeit die „Citta dei Ragizza“ (dt. „Stadt der Jugend“) und Gasparoni erhielt den Beinamen „Il Padre“ (dt. „der Vater“). 1953 schlossen sich ihm freiwillige Laien an, die die Versorgung und Pflege der heimatlosen Kinder übernahmen, hieraus entwickelte sich bis 1959 eine religiöse und geistliche Gemeinschaft von „Brüdern und Schwestern“, die 1983 durch den Diözesanbischof Carlo Aliprandi (1924–2003) bischöflich anerkannt wurde. In den 1960er Jahren entschloss sich die Gemeinschaft dem Geist und dem Selbstverständnis des Charles de Foucauld (1858–1916) anzuschließen und bezeichnete sich fortan als „Kontemplative, missionarische Bewegung Pater Charles de Foucauld“. Bereits 1961 eröffnete die Gemeinschaft eine Missionsstation in Brasilien, danach folgten Gemeinschaften in Asien, Afrika und Osteuropa. Am 14. Juni 1990 wurde die missionarische Bewegung vom Päpstlichen Rat für die Laien als eine internationale katholische Vereinigung von Gläubigen päpstlichen Rechts anerkannt.

## Selbstverständnis
Die Gemeinschaften sind kontemplativ missionarisch ausgerichtet, ihre Zuwendung gilt den Ärmsten und Schwächsten auf der Welt. Ihr Leitspruch ist „Jesus + Caritas“, ihre Spiritualität gründet auf dem Charisma des seligen Charles de Foucauld, die Brüder und Schwestern wollen mit den Bedürftigen ihr Leben teilen. Aus diesem Grunde leben die Mitglieder in kleinen mönchsähnlichen offenen Gemeinschaften, sie wollen damit ein Zeichen der Nächstenliebe setzen, das Gebet zum Geschenk machen und die Liebe Gottes bezeugen. Die geistliche Einstellung spiegelt sich im Miteinander und der gegenseitigen Verantwortung, jede Gemeinschaft ist Teil einer Pfarrgemeinde. 

## Organisation und Ausweitung

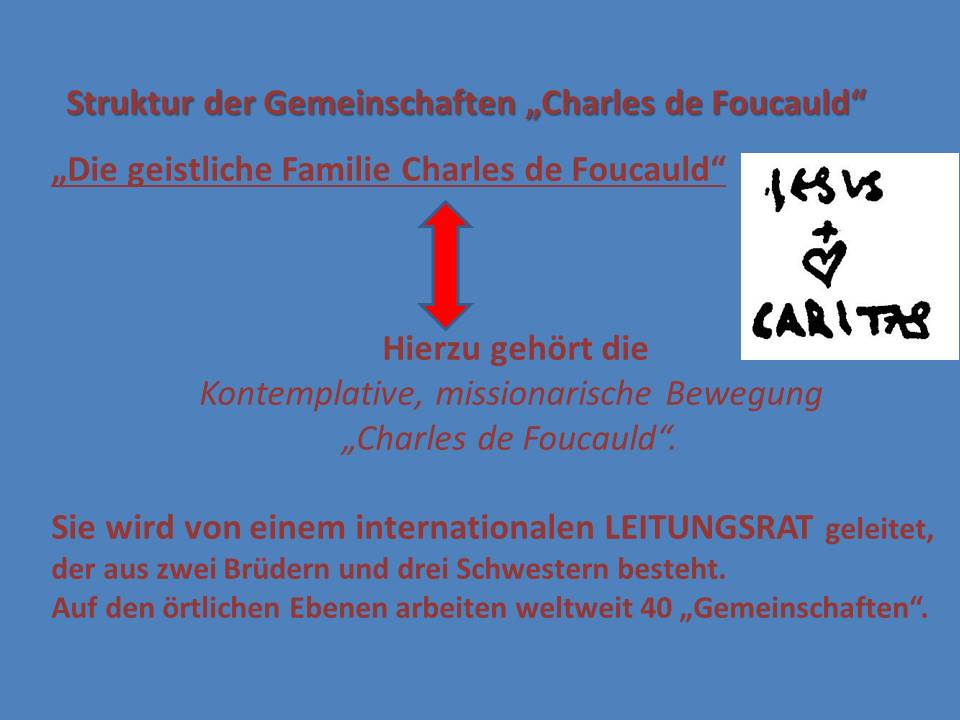
Gliederung und Struktur der Gemeinschaften Charles de Foucauld

Der Bewegung sind folgende Einzelgemeinschaften angegliedert: In Cuneo, ist neben 6 Gemeinschaften die Hauptgemeinschaft ansässig, weitere Gemeinschaften leben in Genua und Turin, 4 in Madagaskar, 3 in Kenia, 2 in Äthiopien, 3 in Bangladesch, 6 in Südkorea, 1 in Hongkong und 1 in der Volksrepublik China, 4 in Brasilien, 1 in Russland, 4 in Europa und letztlich 1 Gemeinschaft in Albanien. Ihnen angeschlossen sind weltweit ungefähr 5000 bis 6000 Männer und Frauen. In Deutschland feiern die Gemeinschaften 2015 ihr 50-jähriges Bestehen und gibt seine Mitgliederzahl mit zirka 130 an.
Alle Gemeinschaften werden von einem Leitungsrat geführt, er besteht aus zwei Brüdern und drei Schwestern, weitere Mitglieder können Freunde und Sympathisanten der Charles de Foucauld Bewegung sein. Von den Gemeinschaften werden mehrere Armenküchen unterhalten und Ausbildungsstätten geleitet. In ihrer Trägerschaft stehen einige Volks- und Nähschulen. Zu den Gemeinschaften Charles Foucauld gehört auch die assoziierte Frauengemeinschaft Charles de Foucauld.